# Hesperocallis undulata
Hesperocallis undulata är en sparrisväxtart som beskrevs av Asa Gray. Hesperocallis undulata ingår i släktet Hesperocallis och familjen sparrisväxter. Inga underarter finns listade i Catalogue of Life.

## Bildgalleri

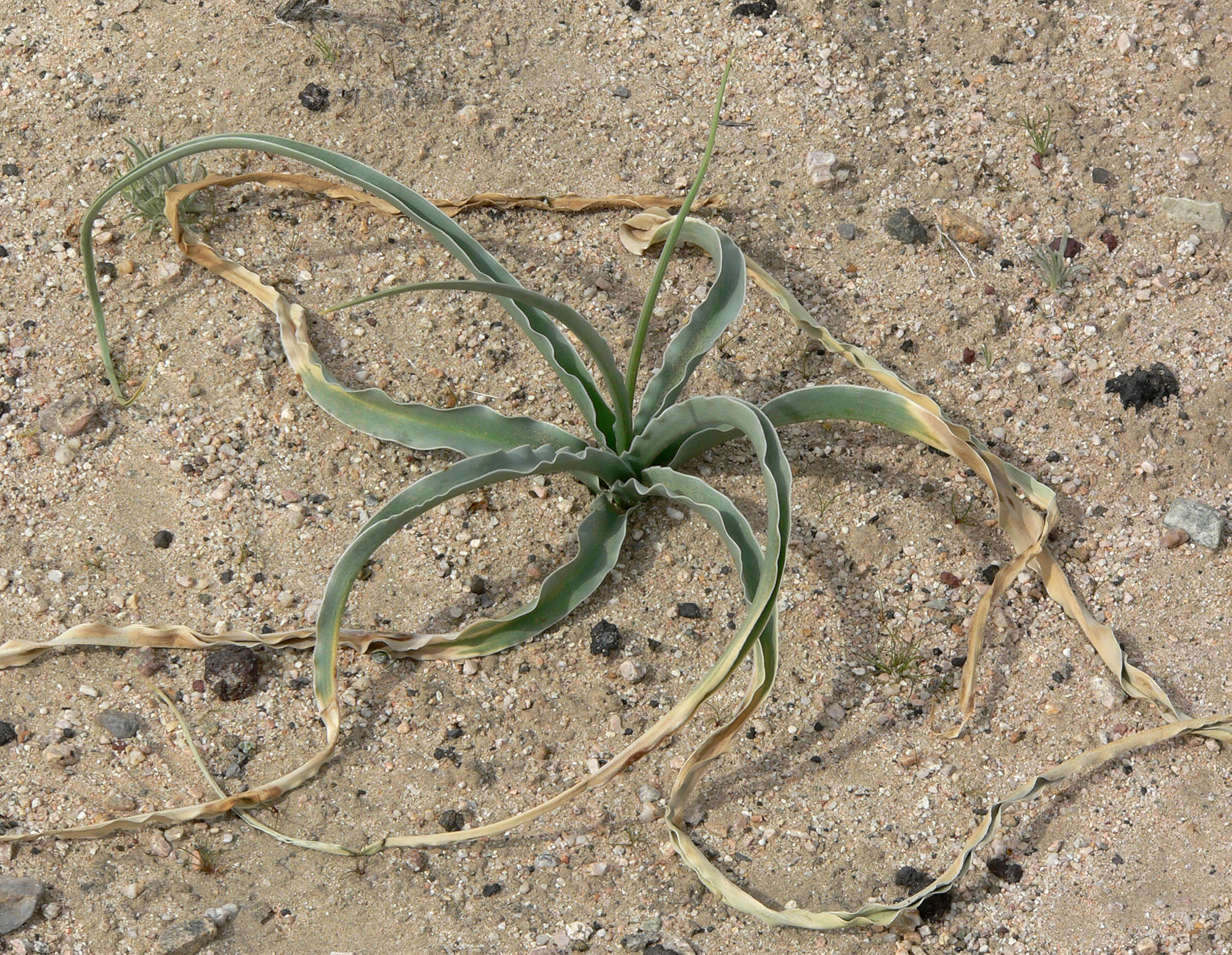